# Oskar von Wächter

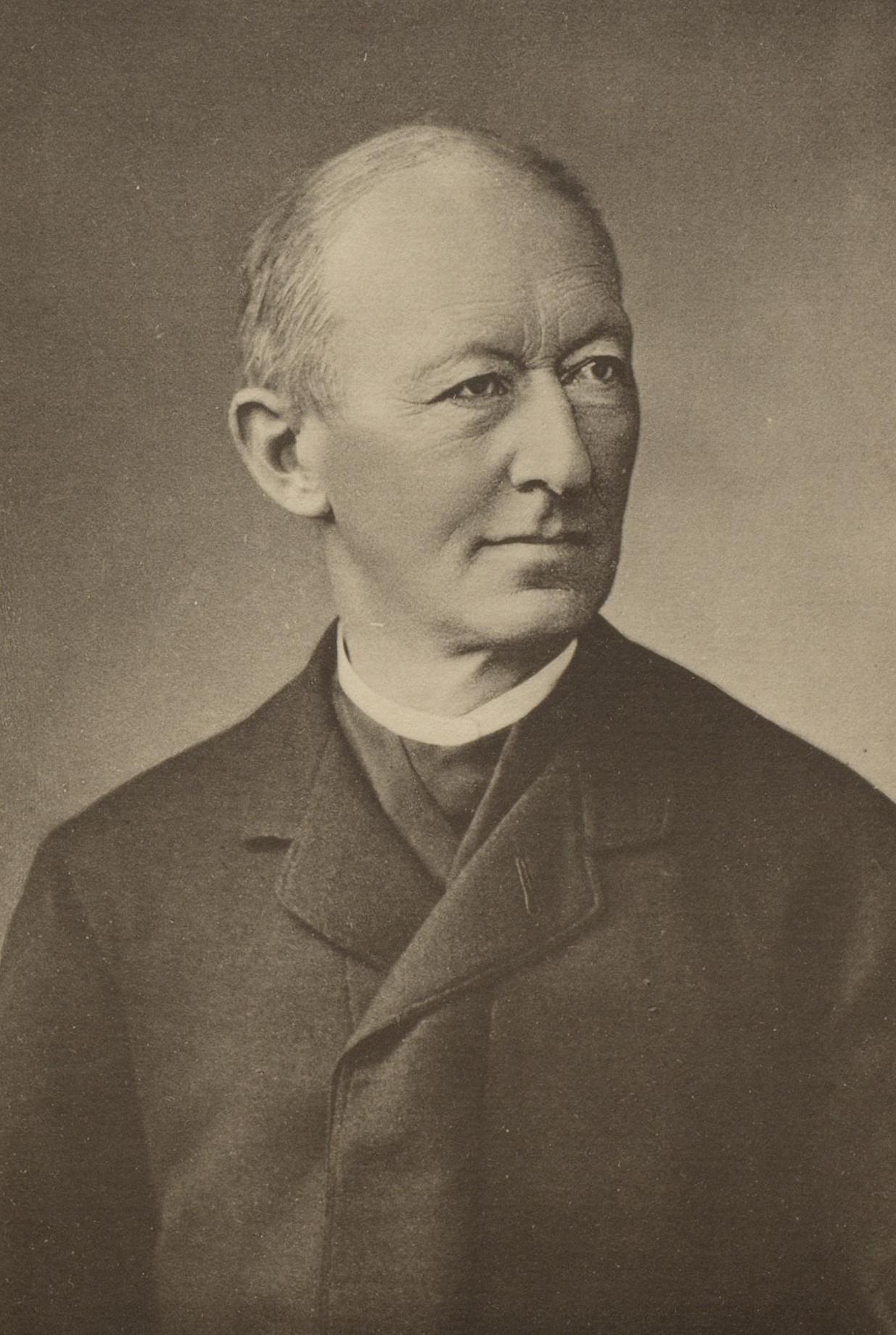
Oskar von Wächter

Oskar Eberhard Siegfried von Wächter (* 29. April 1825 in Tübingen; † 15. Juni 1902 in Stuttgart) war ein Jurist und württembergischer Landtagsabgeordneter.

## Leben
Wächter war der Sohn des Tübinger Universitätskanzlers Karl Georg von Wächter (1797–1880). Er studierte Jura und ließ sich 1849 als Rechtsanwalt in Stuttgart nieder. Ab 1868 war er Vorstand der Württembergischen Privatfeuerversicherungsgesellschaft. Von 1862 bis 1868 war von Wächter Landtagsabgeordneter für Herrenberg, von 1872 bis 1876 Landtagsabgeordneter für Stuttgart-Stadt. Mehrere Jahre war von Wächter auch Mitglied des Bürgerausschusses der Stadt Stuttgart, von 1879 bis 1881 auch als Bürgerausschussobmann. Er verfasste juristische Abhandlungen sowie zahlreiche religiöse Schriften und biographische Skizzen.
1871 wurde Oskar von Wächter mit dem Olga-Orden ausgezeichnet.

## Werke
- siehe Oskar von Wächter bei Wikisource